# Lyons Groups of Galaxies
Lyons Groups of Galaxies (zkráceně LGG) je astronomický katalog k Zemi blízkých skupin galaxií, který je úplný do magnitudy 14 (fotograficky) a rudého posuvu menšího než 5 500 km/s. Pro sestavení skupin byly použity dva postupy: metoda perkolace odvozená od výzkumu, který provedli Huchra a Geller,
a hierarchická metoda, kterou vyvinul americký astronom R. Brent Tully.
Výsledný katalog obsahuje výsledky obou metod a 3 933 galaxií přiřadil do 485 skupin, přitom každá skupina má alespoň 3 členy.